# Windley (rivière)
La rivière Windley  (anglais : Windley River) est un cours d’eau située du district de Southland, dans la région du Southland de l’Ile du Sud de la Nouvelle-Zélande et un affluent gauche du fleuve l'Oreti.

## Géographie
De 23 km de longueur, elle prend naissance dans la chaîne des Montagnes Eyre
C’est un affluent du fleuve Oreti, en rive gauche, rejoignant celui-ci à 6 km au nord-est de «Centre Hill».